# さよならコンサート
「さよならコンサート」は、クラフトのサード・シングル曲。

## 概要
作詞・作曲は、前作「僕にまかせてください」に引き続き、当時グレープのメンバーであったさだまさし。
グレープはライヴ・アルバム『グレープ・ライブ 三年坂』においてセルフ・カヴァーした。また、同ライヴにてさだはグレープが「朝刊」をリリースする際、「さよならコンサート」とどちらをA面にするかを話し合った結果、A面は「朝刊」になったため、「さよならコンサート」の方は温存しておこうということになったが、「クラフトが強引にかっぱらっていってしまった」と語っている。

## 収録曲
1. さよならコンサート
  - 作詞・作曲：さだまさし／編曲：クラフト、さだまさし
2. 夜の銀河鉄道(よるのぎんがてつどう)
  - 作詞：三森たかし／作曲：三井　誠／編曲：クラフト、柳田ヒロ